# Radical fosfato
É o radical fosfato, também chamado grupo fosfato, que confere à molécula de DNA as características ácidas. É formado por um átomo de fósforo que se encontra ligado por 3 ligações simples a um átomo de oxigênio (O) e a duas moléculas de óxido de hidrogênio (OH). A quarta ligação do átomo de fósforo é uma ligação dupla a um átomo de oxigênio. O radical fosfato é responsável também pelo agrupamento dos nucleótidos entre si. Cada radical fosfato, liga-se ao carbono 3' da pentose do último nucleótido da cadeia, repetindo-se sempre este processo no sentido 5' → 3'.